# جان باردون
جان باردون (انگلیسی: John Bardon؛ ‏ ۲۵ اوت ۱۹۳۹ – ۱۲ سپتامبر ۲۰۱۴) بازیگر اهل بریتانیا بود. وی بین سال‌های ۱۹۷۳ تا ۲۰۱۱ میلادی فعالیت می‌کرد.

از فیلم‌ها یا مجموعه‌های تلویزیونی که وی در آن‌ها نقش داشته‌است، می‌توان به شرق شرق است، موجودات درنده، پوآرو، خیابان کورونیشن و ایست‌اندرز اشاره نمود.
وی همچنین برندهٔ جوایزی همچون جایزه لارنس الیویه شده‌است.